# Riccardo Bellotti
Riccardo Bellotti (* 5. August 1991 in Wien, Österreich) ist ein italienisch-österreichischer Tennisspieler.

## Karriere
Riccardo Bellotti, der in Wien geboren ist, spielte zu Beginn seiner Karriere für Österreich. Im November 2009 wechselte er den Verband und trat ab sofort für Italien an. Auf der Profitour tritt er hauptsächlich auf der ITF Future Tour und ATP Challenger Tour an. Dort ist er vor allem auf der drittklassigen Future Tour erfolgreich, auf der er schon 28 Einzel- und zwei Doppeltitel gewinnen konnte. 2017 spielte Bellotti vermehrt Turniere auf der Challenger Tour, konnte auf dieser aber noch keine Erfolge feiern.
Zu seiner Premiere auf der ATP World Tour kam Bellotti 2017 in Istanbul. Er setzte sich in der Qualifikation gegen Andrés Molteni und Laurynas Grigelis durch und schaffte seinen ersten Einzug in das Hauptfeld des Einzelbewerbs. Dort verlor er sein Auftaktmatch gegen Rogério Dutra da Silva in drei Sätzen. Durch diesen Erfolg schaffte er den Einzug in die Top-200 der Weltrangliste mit einem 199. Rang.